# 東大阪市立縄手北中学校
東大阪市立縄手北中学校（ひがしおおさかしりつ なわてきたちゅうがっこう）は、大阪府東大阪市河内町にある公立中学校。

## 沿革
- 1974年（昭和49年）4月5日 - 開校（プレハブ校舎）
- 1975年（昭和50年）4月2日 - 第1期工事完成、鉄筋4階建て校舎
- 1975年（昭和50年）8月7日 - 第2期工事完成、鉄筋2階建て校舎（特別教室8）、鉄筋3階建て校舎
- 1975年（昭和50年）9月2日 - 第1期、第2期工事で完成した鉄筋新校舎を全面使用
- 1975年（昭和50年）10月9日 - 創立記念日制定
- 1977年（昭和52年）7月15日 - 体育館完成
- 1977年（昭和52年）11月11日 - 校歌制定
- 1990年（平成2年）6月19日 - プール完成
- 1998年（平成10年）9月 - 全教室にエアコン設置
- 2002年（平成14年）3月 - A棟改修工事完成
- 2016年（平成28年）11月 - 耐震化工事

## 通学区域
- 東大阪市立縄手北小学校と東大阪市立縄手東小学校の通学区域[1]。

## 周辺施設
- 東大阪市立縄手東小学校
- 東大阪市立縄手北小学校
- 東大阪市立枚岡中学校
- 大阪府立枚岡樟風高等学校
- 東大阪市立旭町子育て支援センター
- 東大阪市立市民ふれあいホール
- 東大阪市立東体育館
- 花園中央公園
- 東大阪市花園ラグビー場
- 花園セントラルスタジアム
- 東大阪市民美術センター
- 枚岡警察署
- 枚岡警察署河内町交番
- 枚岡郵便局
- 瓢箪山郵便局
- 近鉄奈良線 枚岡駅
- 近鉄奈良線 瓢箪山駅
- 枚岡神社

## 交通
- 近鉄奈良線 枚岡駅 南西へ約700m
- 近鉄奈良線 瓢箪山駅 北東へ約900m

## 著名な出身者
- 川原亜矢子（タレント）
- 吉岡美穂（タレント）